# The Broadway Album
The Broadway Album – album amerykańskiej piosenkarki Barbry Streisand, wydany w 1985 roku.

## Tło
Album był powrotem do muzycznych korzeni artystki i składał się z interpretacji utworów musicalowych. Streisand sięgnęła po kompozycje m.in. Stephena Sondheima, Oscara Hammersteina II, Richarda Rodgersa i Leonarda Bernsteina pochodzące z takich musicali jak West Side Story, A Little Night Music i Carousel. Specjalnie na prośbę artystki Sondheim dopisał nowe słowa do piosenek „Putting It Together” i „Send in the Clowns”. W pierwszej z nich gościnnie pojawiają się Sydney Pollack, David Geffen i Ken Sylk, odgrywający role szefów wytwórni muzycznych. Było to aluzją do sprzeciwu, jaki wytwórnia Columbia Records miała początkowo do nagrania tej płyty.
Płycie towarzyszył promocyjny film telewizyjny, Putting It Together: The Making of the Broadway Album, dokumentujący powstawanie albumu. Piosenki „Somewhere” i „Send in the Clowns” zostały wydane jako single.
Pierwotnie w programie płyty, wydanej na winylu i kasecie, znalazło się 11 piosenek. Na pierwszej wersji CD dodatkowo pojawiła się piosenka „Adelaide’s Lament”, a na wznoweniu z 2002 roku dodano „I Know Him So Well”.

## Odbiór
Płyta spotkała się z uznaniem krytyków i dużym sukcesem komercyjnym. Dotarła do pierwszego miejsca amerykańskiego zestawienia Billboard 200 i została w USA certyfikowana jako poczwórnie platynowa. Była też numerem 1 w Nowej Zelandii. Ponadto uplasowała się w top 10 list sprzedaży w Wielkiej Brytanii, Holandii i Australii.
Płyta zdobyła nagrodę Grammy w kategorii „Najlepszy wokalny występ kobiecy pop” i była nominowana w kategorii „Album roku”.

## Lista utworów
1. „Putting It Together” – 4:20
2. „If I Loved You” – 2:38
3. „Something’s Coming” – 2:55
4. „Not While I’m Around” – 3:29
5. „Being Alive” – 3:23
6. „I Have Dreamed/We Kiss in a Shadow/Something Wonderful” – 4:50
7. „Adelaide’s Lament” – 3:25
8. „Send in the Clowns” – 4:42
9. „Pretty Women/The Ladies Who Lunch” – 5:09
10. „Can’t Help Lovin’ That Man” – 3:31
11. „I Loves You Porgy/Porgy, I’s Your Woman Now (Bess, You Is My Woman)” – 4:35
12. „Somewhere” – 3:19

Bonus na wersji CD (2002)
13. „I Know Him So Well” – 4:14

## Notowania
| Kraj                              | Pozycja |
| --------------------------------- | ------- |
| Australia                         | 8       |
| Austria                           | 29      |
| Holandia (MegaCharts)             | 8       |
| Kanada                            | 11      |
| Nowa Zelandia (RMNZ)              | 1       |
| Stany Zjednoczone (Billboard 200) | 1       |
| Szwecja (Sverigetopplistan)       | 26      |
| Wielka Brytania (UK Albums Chart) | 3       |

## Certyfikaty
| Kraj                     | Certyfikat          |
| ------------------------ | ------------------- |
| Holandia (NVPI)          | złota płyta         |
| Kanada (Music Canada)    | platynowa płyta     |
| Stany Zjednoczone (RIAA) | 4 × platynowa płyta |
| Wielka Brytania (BPI)    | złota płyta         |